# Trận Artois lần thứ hai
Trận Artois lần thứ hai là một trận đánh ở miền Bắc nước Pháp trên Mặt trận phía Tây của cuộc Chiến tranh thế giới thứ nhất, diễn ra từ ngày 9 tháng 5 cho đến ngày 18 tháng 6 năm 1915. Trận đánh này khởi đầu là chiến dịch tấn công của Tập đoàn quân số 10 của Pháp và Tập đoàn quân số 1 của Anh nhằm vào Tập đoàn quân số 6 của Đế quốc Đức. Đây là một chiến dịch đẫm máu, và kết thúc với việc quân Đồng minh mà nhất là quân Pháp phải hứng chịu thiệt hại nặng nề (hơn hẳn đối phương) nhưng chỉ giành được nhiều thành quả tương đối nghèo nàn. Sức mạnh của hệ thống phòng ngự của Quân đội Đức đã góp phần khiến cho quân Đồng minh Anh - Pháp không thể đạt được những mục tiêu của mình trong trận chiến này. Đồng thời, thất bại này cũng chứng tỏ sự kém hiệu quả của lực lượng Pháo binh Anh và Pháp trên Mặt trận phía Tây. Sau này, quân Đồng minh Anh - Pháp mở trận Artois lần thứ ba vào cuối năm 1915 và cũng kết thúc với thất bại của họ.
Đầu năm 1915, Quân đội Đức chiếm giữ một phần đất không nhỏ ở miền Đông Bắc Pháp. Phe Đồng minh Anh - Pháp khi ấy chủ trương tiến công quân Đức, và để thực hiện mục đích của mình, các chỉ huy quân Anh và quân Pháp quyết định phát động các chiến dịch tấn công tại Champagne và Artois, mặc dù địa hình hai khu vực này không phù hợp cho những cuộc tiến công quy mô lớn. Cho dù các nỗ lực đột phá ở Champagne không giành được thắng lợi đáng kể, những sự kiện trong mùa xuân càng thêm củng cố mong muốn tiến công Artois của Tổng tư lệnh Quân đội Pháp là Joseph Joffre. Một phần là, trong lúc phần lớn Lực lượng Viễn chinh Anh đang vướng vào trận Ypres lần thứ hai, Joffre quyết định phát động một chiến dịch tấn công tại Artois để chọc thủng phòng tuyến của quân Đức, đồng thời cũng giảm áp lực cho quân Anh tại Ypres. Người Anh và Pháp quyết định tổ chức tiến công tại Artois, dọc theo mặt trận do Tập đoàn quân số 6 dưới quyền Thái tử xứ Bayern trấn giữ. Tư lệnh ở khu vực phía Bắc của Joffre là Ferdinand Foch đã ra lệnh cho Tập đoàn quân số 10 của Pháp tiến đánh đồi Vimy, trong khi Tập đoàn quân số 1 của Anh tiến công từ Neuve Chapelle về đồi Aubers.
Cuộc tiến công của Quân đội Pháp đã mở đầu sau một cuộc pháo kích ác liệt kéo dài từ ngày 4 tháng 5 cho đến ngày 9 tháng 5 năm 1915, ngược lại cuộc tiến công của Quân đội Anh chỉ khai mào sau một cuộc công pháo kéo dài 40 phút vào ngày 9 tháng 5 năm 1915. Khi quân Bộ binh Đồng minh rời khỏi chiến hào, tình hình cho thấy một số tổ súng máy Đức đã sống sót sau các cuộc công pháo, nhất là dọc theo đồi Aubers. Ngày hôm ấy, quân Anh không tiến được xa và chịu tổn thất lớn, và phải chấm dứt cuộc tấn công vô ích của mình. Trong khi đó, về hướng Bắc, quân Pháp tiến công trên một khu vực dài 6 dặm Anh và Quân đoàn của tướng Philippe Pétain ban đầu làm nên bước tiến lớn về đồi Vimy, mặc dù chịu thương vong cao. Nhưng họ đã bị kiệt quệ, trong khi nỗ lực của quân Pháp ở các nơi khác thì không thành công như vậy và Thái tử xứ Bayern đã giành lại được đồi Vimy bằng những đợt phản kích nhanh chóng. Vào ngày 15 tháng 5 năm 1915, cuộc tiến công của quân Pháp phải chấm dứt mà không thể đạt được mục tiêu của mình. Theo yêu cầu của Joffre, quân Viễn chinh Anh một lần nữa tiến công trong ngày hôm đó, trước khi phải chịu một cuộc pháo kích 4 ngày của quân Đức. Ban đầu, họ tiến công nhanh chóng nhưng sang những ngày hôm sau thì chậm lại. Cho đến ngày 27 tháng 5 năm 1915, chiến dịch tấn công của họ cũng bị kết liễu. Nhưng vào tháng 6 năm 1915, quân Đồng minh Anh - Pháp tiếp tục tiến công, mà đặc biệt là các cuộc tấn công giữa ngày 15 và 19 tháng 6 năm ấy, nhưng chỉ làm nên được một chút bước tiến và không thực hiện được mục tiêu của mình. Có lúc, quân Đức mất 600 tù binh nhưng đổi lại họ gây tổn thất đến 19.000 người cho địch thủ. Bất chấp mọi nỗ lực của họ, quân Đồng minh tiếp tục chịu thiệt hại không nhỏ từ ngày 17 tháng 8 và trong đêm ngày 18 tháng 6 năm 1915, Foch và Joffre đồng ý chấm dứt chiến dịch đắt giá này. Vào ngày 19 tháng 6 năm 1915, chiến dịch đã chấm dứt, quân Đồng minh đã không thể chọc thủng phòng tuyến của quân Đức và quân Đức vẫn làm chủ cả đồi Aubers lẫn đồi Vimy.